# Mini Buzz
Pour plus de détails, voir Fiche technique et Distribution.
Mini Buzz (Small Fry) est un court métrage des studios Pixar sorti en 2011 et réalisé par Angus MacLane. Il est basé sur l'univers et les personnages de Toy Story et l'histoire se déroule après Toy Story 3. Il a été projeté en salles en Amérique en avant-programme du long métrage Les Muppets, le retour.

## Synopsis
Lors d'un dîner dans un restaurant rapide, une version miniature de Buzz, offerte en cadeau lors d'achat de repas pour enfant, décide de prendre la place du vrai Buzz de Bonnie. Le Mini Buzz essaie tant bien que mal de prendre la place de Buzz auprès des autres jouets de la petite fille. Pendant ce temps, Buzz veut trouver un moyen de s'échapper du restaurant où il est pris dans une réunion pour jouets abandonnés.

## Fiche technique
Sauf indication contraire, les informations mentionnées dans cette section peuvent être confirmées par les bases de données cinématographiques  présentes dans la section « Liens externes ».
- Titre original : Small Fry
- Titre français : Mini Buzz
- Réalisation : Angus MacLane
- Scénario : Angus MacLane, d’après une histoire originale d'Angus MacLane et  John Lasseter
- Musique : Henry Jackman
- Storyboard : Josh Cooley (chef de l’histoire et du storyboard = Story Editor)
- Société de production : Pixar Animation Studios
- Pays de production :  États-Unis
- Langue originale : anglais
- Format : couleur
- Durée : 7 minutes
- Dates de sortie : 
  - États-Unis et Canada : 23 novembre 2011

## Distribution
Sauf indication contraire, les informations mentionnées dans cette section peuvent être confirmées par les bases de données cinématographiques  présentes dans la section « Liens externes ».

### Voix originales
- Tim Allen : Buzz Lightyear
- Teddy Newton : Mini Buzz Lightyear
- Tom Hanks : Woody
- Joan Cusack : Jessie
- Don Rickles : Mr Patate
- Estelle Harris : Mme Patate
- Wallace Shawn : Rex
- John Ratzenberger : Hamm
- Angus MacLane : T-Bone, Super Pirate, Funky Monk, Gary Grappling Hook
- Jane Lynch : Queen Neptuna
- Timothy Dalton : Mr Pricklepants
- Peter Sohn : Recycle Ben
- Emily Hahn : Bonnie
- Lori Alan : Bonnie's Mom, Tae-Kwon Doe
- Josh Cooley : Cashier, Lizard Wizard
- Jess Harnell : Mini Zurg, Vlad the Engineer
- Bret Parker : DJ Blu-Jay
- Emily Forbes : Roxy Boxy
- Kitt Hirasaki : Nervous Sys-Tim
- Carlos Alazraqui : Koala Kopter
- Bob Bergen : Condorman
- Jason Topolski : Ghost Burger, Pizza Bot
- Jim Ward : Franklin

### Voix françaises
- Jean-Philippe Puymartin : Woody
- Richard Darbois : Buzz l'éclair
- Patrick Préjean : Bayonne
- Henri Guybet : Rex
- Barbara Tissier : Jessie
- Michèle Bardollet : Madame Patate
- Martine Irzenski : Neptuna
- Emmanuel Curtil : Mini Buzz
- Ambre Foubert : Bonnie
- Patrice Dozier : Gary Lance-Grappin
- Adrien Antoine : Côte de bœuf
- Rafaele Moutier : La maman de Bonnie
- Donald Reignoux : Le Caissier
- Ludovic Baugin : Mini Zurg
- Olivier Destrez : Lézard l'enchanteur
- Edwige Lemoine : Roxy Boxy
- Valéry Schatz : Sys-tim Nerveux
- Marc Perez : Thierry Séléctif, Ghost Burger
- Marjorie Frantz : Tae-Kwon Doe
- Serge Faliu : Koala Kopter, Le Moine Funky
- David Van de Woestyne : Condorman
- Jean-Pierre Michael : Mr Labrosse
- Christophe Peyroux : Vlad le Mécano, Super Pirate
- Jacques Feyel : Pizza Bot
- Guillaume Lebon : Franklin

### Voix québécoises
- Alain Zouvi[2] : Woody
- Daniel Picard : Buzz Lightyear
- Violette Chauveau : Jessie / Tae-Kwon Doe
- Benoit Rousseau : Hamm / Condorman
- Martin Watier : Mini Buzz
- Carole Chatel : Neptuna
- François Sasseville : Rex / Fantôme Burger
- Mireille Thibault : Madame Patate
- Catherine Préfontaine : Bonnie
- Tristan Harvey : Mini Zurg / Fernand Dubac / Vlad le Mécano
- Sylvain Hétu : Mr Labrosse / Sys-Tim Nerveux
- Aline Pinsonneault : Mère de Bonnie / Caratapoche
- Hugolin Chevrette : Henri le Grappin Joyeux / Caissier / Koala Koptère
- Patrick Chouinard : Tournedos / Merlin Lézard
- Alexis Lefebvre : Frunky Moine / Super Pirate / Robot Pizza
- Pierre Auger : Franklin

## Autour du film
Une figurine tirée du film Condorman (1981) apparaît dans un groupe de poupées exclues des jouets de menus pour enfants.